# Варки, Бенедетто
Бенеде́тто Ва́рки  ((итал. Benedetto Varchi); 19 марта 1503, Флоренция — 19 декабря 1565, Флоренция) — итальянский историк, учёный-гуманист, поэт, лингвист и теоретик искусства Итальянского Возрождения. Автор «Истории Флоренции», член «Неоплатонической академии» (Accademia neoplatonica), один из основателей флорентийской «Академии Воспламенённых» (Accademia degli Infiammati).

## Биография
Варки родился во Флоренции 19 марта 1503 года, его отец Джованни ди Гуаспарри был нотариусом. Семья Варки была родом из городка Монтеварки близ Ареццо. Его мать —Диаманте, вдова художника Бенедетто Бигорди, родного брата Доменико ди Томмазо Бигорди, известного под именем Доменико Гирландайо. В семье было ещё три брата и три сестры. Бенедетто, как и его братьев, отправили в боттегу (мастерскую), учиться разным ремёслам. Лишь в более зрелом возрасте он смог начать занятия филологией под руководством Гуаспарри Марескотти да Марради, увлёкшись латинским стихосложением под руководством Франческо Присчианезе.
Бенедетто Варки изучал юриспруденцию в университетах Пизы и Падуи, затем вернулся во Флоренцию. В столице Тосканы он посещал Неоплатоническую академию (Accademia neoplatonica), которую Бернардо Ручеллаи организовал в своих «Садах» (Orti Oricellari). Несмотря на то, что Ручеллаи был женат на старшей сестре Лоренцо Медичи Великолепного, в академии Ручеллаи, в контексте ренессансной культуры исповедовали республиканские идеалы, кульминацией которых стал заговор 1513 года с целью свергнуть тиранию семьи Медичи во Флоренции.
В 1530 году Варки принял участие в заговоре, направленном против Медичи и после провала заговора и реставрации власти Медичи; он был изгнан из Флоренции, провёл время ссылки в Падуе (1537—1538), где стал протеже эмигранта Пьеро Строцци. В 1540 году Варки переехал в Болонью.
Во время пребывания в Падуе, которое он делил с молодыми учениками Ленци, Уголино Мартелли, Альберто дель Бене и Карло ди Руберто Строцци, Варки углубил свои познания в аристотелевской философии. Убеждённый защитник народного языка, он был одним из первых, кто включился в обширную программу распространения знаний в литературной и философской областях. С этой программой связан комментарий к первой книге «Этики» Аристотеля, датируемый примерно 1540 годом. Однако научные интересы Варки были более широкими: он перевел на итальянский язык «Начала» Евклида (1541) и написал «Трактат о пропорциях» (Trattato delle proporzioni, 1539), оба произведения остались неопубликованными. итал ^ Alberto Casadei e Marco Santagata, Manuale di letteratura italiana medievale e moderna, Laterza, 2014, ISBN 9788858117286.
Вернувшись во Флоренцию в 1540 году по приглашению Козимо I Медичи, Варки стал одним из основателей литературной «Академии Воспламенённых» (Accademia degli Infiammati), в которой у него были соратники, среди прочих, Спероне Сперони и Алессандро Пикколомини. Занимался изучением лингвистики, истории литературы, эстетики и философии; проявлял интерес к алхимии и ботанике. Он был знатоком творчества Данте Алигьери. Среди прочего написал трактат «Геркуланум» (L’Hercolano; опубликован посмертно в 1570 году), комедию «Свекровь» (La Suocera) и множество сонетов.
В Академии Варки слушал лекции по аристотелевской поэтике Винченцо Маджи и Бартоломео Ломбарди. «Воспламенённым» он читал лекции по Никомаховой этике, о греческих и латинских поэтах (Гораций, Тибулл и Феокрит), о вульгарной (народной) поэзии, о творчестве Данте и Петрарки, а также своих современников: Пьетро Бембо и Джованни делла Каза. Известна его лекция по поводу сонета делла Каза «О ревности» (1541). Напечатанная попечением Франческо Сансовино в 1545 году, она ознаменовала публичный дебют Варки как поэта и его славу как знатока неоплатонического учения о любви. Его лекции были широко распространены в рукописях, кодифицируя и распространяя форму академической лекции по литературным предметам в Италии. Великий герцог поручил ему написать историю заключительного периода Флорентийской республики.

## Обвинения в гомосексуализме
Во Флоренции Бенедетто Варки привлекали к ответственности в связи с доносами по обвинению в содомии. Варки был известен своими сонетами, посвящёнными красоте мальчиков. Это породило многие слухи и, хотя его влюблённости не всегда были взаимными, современники критиковали его за пристрастия к гомосексуальной любви. Один анонимный критик высмеял его в сатире: «О отец Варки, новый Сократ … его руки раскинуты, а штаны спущены, вот как твой Бембо ждёт тебя на Елисейских полях». Другой комментировал: «Но, поскольку он всегда был склонен к любви к мальчикам … он значительно снизил свою репутацию, которая была бы по праву уместной». В 1545 году Варки, этот «модный академический толмач неоплатоновской философии», как его аттестовал Абрам Эфрос, был арестован и предан суду за мужеложство, но в конце концов Козимо Медичи помиловал его после заступничества его многочисленных друзей.
Последние десять лет жизни Варки провёл в Кастелло (пригород Флоренции, ныне — в черте города). Именно он разработал по указанию герцога «инициатический маршрут» по саду, прилегающему к знаменитой медицейской вилле в Кастелло.
Постоянной чертой Бенедетто Варки было его внимание к религиозным темам. Беспокойная жизнь в молодости и в зрелом возрасте привела его к духовному кризису, из которого он вышел с желанием служить священником, что он и осуществил в последние годы. Он умер во Флоренции 19 декабря 1565 года после перенесённого накануне удара, лишившего его речи и сознания, оставив многочисленные автографы и библиотеку рукописей, инкунабул и печатных томов. Сочинения Варки были переработаны Пьеро Стуфой, который также редактировал сборник латинских и тосканских сочинений, составленных в память поэта его друзьями (опубликован в 1566 году). Антонио Рацци написал эпитафию к захоронению во флорентийской церкви Санта-Мария-дельи-Анджели, которое состоялось 21 декабря; надгробную речь 8 января 1566 года произнёс Лионардо Сальвиати.

## Дискуссия о достоинствах разных видов искусства
В истории искусствознания важное значение имела дискуссия, инициированная Бенедетто Варки в 1545 году. Собираясь прочитать в «Академии Воспламенённых» три лекции на тему сравнения основных видов искусства: литературы, живописи и скульптуры, Варки разослал в 1546 году известным художникам Флоренции: Микеланджело Буонарроти, Джорджо Вазари, Аньоло Бронзино, Якопо Понтормо, Бенвенуто Челлини, Франческо да Сангалло, Никколо Триболо, Джамбаттиста Тассо и другим анкету с вопросом: «Какое из искусств, живопись или скульптуру, они считают более совершенным».
Отвечая на вопрос Варки, Микеланджело, в частности, дал основополагающее определение двух принципов формообразования, лежащих в основе различения искусств скульптуры и живописи: «Я разумею под скульптурой то искусство, которое осуществляется в силу убавления (итал. per forza di levare); искусство же, которое осуществляется путём прибавления (итал. per via di porre), — подобно живописи». В остальном, писал Микеланджело, «нужно отбросить ненужные споры», поскольку то и другое «проистекает из одного и того же разума» (в первом случае скульптор снимает лишний материал, например, высекая статую из каменной глыбы; во втором — прибавляет мазки в живописи или наращивает глину в лепке). Знаменитое определение искусства рисунка, сформулированное Микеланджело (в пересказе Франсиско де Оланда), также косвенно связано с этой дискуссией.
Спор о специфике разных видов изобразительного искусства, начатый ещё Леонардо да Винчи, так и не был разрешён. В марте 1547 года Варки прочёл в Академии публичную лекцию на тему: «Что благороднее — скульптура или живопись». В 1549 году Варки опубликовал текст своей лекции под заголовком «Рассуждение относительно превосходства скульптуры или живописи» и ответы художников, «вместе с другой лекцией, где он комментировал один из сонетов Микеланджело», подчёркивая специфику каждого вида искусства и их равноценность.
К сравнению специфики изобразительных искусств и литературы Варки подходил с точки зрения философа и создал предпосылки для теоретического осмысления феномена художника-поэта, возникшего в эпоху Позднего Возрождения.
Кто нас утешит, Маттио? Чья сила

Нам помешает изойти слезами,

Когда, увы, не ложь, что перед нами

Безвременно на небо воспарила

Сия душа, которая взрастила

Столь дивный дар, что равного и сами

Не помним мы, и не создаст веками

Наш мир, где лучших рано ждет могила?

Дух милый, если есть за тканью тленной

Любовь, взгляни на тех, кому утрата

Печалит взор, не твой блаженный жребий.

Ты призван созерцать Творца Вселенной

И ныне зришь его живым на небе

Таким, как здесь ваял его когда-то.

## Литературное творчество
Варки является автором ряда поэтических произведений: многочисленные сонеты в духе Петрарки, комедия «Свекровь» (La Suocera) и многое другое.

### «Геркуланум» (L’Ercolano)
Трактат в диалогической форме «Геркуланум», или «Эрколано, диалог, в котором мы обычно обсуждаем языки, в частности флорентийский и тосканский» (L’Ercolano, dialogo nel qual si ragiona generalmente delle lingue e in particolare della fiorentina e della toscana, 1564; опубликован посмертно в 1570 году), посвящён проблеме народного языка и написан в защиту Аннибале Каро, чья позиция по вопросу о вольгаре была подвергнута критике Лодовико Кастельветро. Варки выступает как продолжатель идей Пьетро Бембо и отдаёт предпочтение современной речи перед греческим языком.
«Эрколано» — это воображаемый диалог между Варки и неким графом Эрколано о природе тосканского наречия (хотя первый показывает, что его скорее следует называть флорентийским). Тезисы Варки основаны на тезисах Пьетро Бембо, с которым он вступил в контакт в годы, проведённые в Падуе. Своему идеалу языка, выкристаллизовавшемуся на примере классиков XIV века (Петрарка, Боккаччо и в меньшей степени Данте), Варки противопоставляет собственную теорию, в которой, наряду с классикой, находятся новые литературные формы в языке, популярном среди флорентийцев. Кроме того, два собеседника в диалоге обсуждают, является ли греческий язык более богатым, чем наш родной, и Варки пользуется возможностью, чтобы перечислить сотни флорентийских выражений, все из которых относятся к народной речи, ни одно из них не имеет греческого соответствия. Любовь Варки к фразам устного слова также побудила его мудро посоветовать просившему его Бенвенуто Челлини не менять стиль своей автобиографии, сохранив её живую и искреннюю достоверность.
По вопросу, содержащемуся в «Геркулануме», о том, создают ли языки писателей или писатели создают языки, Варки утверждал, что языки, чтобы считаться таковыми, не нуждаются в письменной традиции: «Цель говорящих — открыть душу» тому, кто слушает, и это не нужно записывать ни с той, ни с другой стороны"; поэтому писатели не нужны «простым» языкам, но «благородным» языкам нужны писатели. Это утверждение, как указывает граф Геркуланум, контрастирует с утверждением Бембо, который считал: «Нельзя сказать, что любая речь, не имеющая авторов, на самом деле является языком». Варки также утверждал, что именно поэты, а не прозаики, придают благородство языку, «потому что способ писать стихами — самый красивый, самый искусственный и самый восхитительный».

### «История Флоренции» (La Storia fiorentina)
Написанная Варки «История Флоренции» (впервые опубликована лишь в 1721 году) включает в себя шестнадцать книг и охватывает период с 1527 по 1538 годы. Работа выделяется своей документальной строгостью (Варки внимательно относился к использованию источников). Она настолько откровенно пропагандировала политически «неудобные» события и республиканские идеи, что не публиковалась во Флоренции до 1721 года. Варки был «сторонником молчаливости»: если, с одной стороны, он отрицал макиавеллистское различие между политикой и моралью, то, с другой стороны, оправдывал тиранию на моральном уровне во имя общих потребностей государства и общества. По словам современного исследователя, 
«История» построена на базе скрупулёзного анализа источников и официальных документов, но имеет ярко выраженную панегирическую направленность: Варки изображает Козимо I как воплощение образа идеального правителя из сочинения Никколо Макиавелли.
В то же время, по словам А. К. Дживелегова,
нет ничего удивительного, что самый выдающийся из тосканских историков этого времени, Бенедетто Варки, вызванный Козимо из эмиграции и облеченный миссией написать историю медичейского господства, написал её, невзирая ни на что, так, что Козимо не позволил напечатать его книгу.
.

### «Рассуждение о красоте и грации» (Il discorso della bellezza e della grazia)
Впервые опубликованная в 1590 году небольшая «Книга о красоте и грации» посвящена рассмотрению двух видов красоты — телесной и духовной; именно последнюю (которой отдаётся предпочтение) Варки именует красотой изящной, или грацией. Тема, получившая многообразное воплощение и последовательное развитие в ренессансном искусстве, прежде всего в живописи, под названием «Любовь небесная и Любовь земная». Она восходит к идеям античной эстетики, изложенным в диалоге Платона «Пир» (385—380 гг. до н. э.). Суть сводится к тому, что на свете существуют два вида любви, соединённые в образе Эрота. «Все мы знаем, — говорится в диалоге, — что нет Афродиты без Эрота… но коль скоро Афродиты две, то и Эротов должно быть два». Первая из Афродит — «Старшая, что без матери, дочь Урана, которую мы и называем поэтому небесной, и младшая, дочь Дионы и Зевса, которую мы именуем пошлой». Небесная любовь — это любовь к прекрасному, мудрости и философии. На земле она проявляется как любовь к мужчине. Низменной, исключительно ради продолжения рода, в древней Элладе называли любовь к женщине. О раздельном почитании Афродиты Урании (Небесной) и Афродиты Пандемос (Всенародной) упоминают Геродот, Ксенофонт, Павсаний.
В философии неоплатоников красота — это «божественное безумие», внушаемое Афродитой Уранией, восхищённое созерцание красоты, не доступной разуму. В эпоху Итальянского Возрождения идея двух Афродит (Венер) оказалась актуальной, поскольку аллегорически отражала двойственность ренессансной эстетики. В Коммнтариях М. Фичино к «Пиру» Платона и «Энеиде» Плотина, «оба вида любви почётны и похвальны, хотя и в разных степенях», они «порождают красоту, но каждую в своем роде». Фичино называет два вида любви «двуличной Венерой» (duplex Venus) или «Венерами-близнецами» (geminae Veneres).
В книге Варки ощущается также влияние Джорджо Вазари, Джованни делла Каза, Бальдассаре Кастильоне и Аньоло Фиренцуолы.

## Варки и Челлини
Среди друзей Варки были поэтесса Лаура Баттиферри и её супруг Бартоломео Амманнати, Вазари (который упомянул Варки в связи с составленным им комментарием на известнейший 60-й сонет Микеланджело «Non ha I’ottimo artista alcun concetto») и Бенвенуто Челлини. Последний снабдил своё жизнеописание посвящением Варки, а также включил в текст первой части написанный Варки по случаю болезни знаменитого скульптора сонет «На мнимую и не бывшую смерть Бенвенуто Челлини».